# وظیفه (فیلم ۲۰۱۱)
وظیفه (به انگلیسی: The Task) یک فیلم سینمایی بریتانیای در ژانر فیلم ترسناک محصول سال ۲۰۱۱ به کارگردانی الکس اورول است. این فیلم در تاریخ ۲۸ ژانویه ۲۰۱۱ منتشر شد.

## بازیگران
- الکساندرا استادن به عنوان کونی
- ویکتور مک گایر به عنوان پدر بزرگ
- شان مک کانگی به عنوان برف
- آدام رینر به عنوان تیلور
- آنتونیا کمپبل-هیوز به عنوان فرشته
- اشلی ملاحرون به عنوان کفش
- آمارا کاران به عنوان تونی
- تام پین به عنوان استنتون
- مارک پیکرینگ به عنوان رندال
- تگزاس بتل به عنوان دیکسون
- سام استوکمن در نقش اسکلیزی
- راب آستلر به عنوان پیسر
- آتاناس سربرو به عنوان باب
- جوناس تاکینگتون به عنوان دلقک
- والنتین گانف به عنوان سرپرست[۲]